# Lethrus chistjakovae
Lethrus chistjakovae là một loài bọ cánh cứng trong họ Geotrupidae. Loài này được Nikolajev miêu tả khoa học năm 2003.